# Litografia (elettronica)
La litografia (chiamata anche elettrolitografia in caso di uso di un fascio ionico, litografia a fascio elettronico nel caso di impiego di un fascio di elettroni e litografia ottica o fotolitografia quando ci si avvale invece di una luce ultravioletta, nomenclatura quest'ultima che crea però un'ambiguità con l'omonima tecnica di stampa delle immagini fotografiche) è un processo di fabbricazione di dispositivi a semiconduttore, che include tutti i processi che sagomano o alterano le forme preesistenti sul materiale depositato. La regione non esposta viene rimossa dalla soluzione di sviluppo. Dopo l'etching ed altri possibili processi, il restante photoresist viene rimosso a secco mediante incenerimento in plasma (dall'inglese plasma ashing) o più semplicemente dissolvendolo in un opportuno solvente.

## Processo di fabbricazione
In questa sezione vengono descritte le principali fasi di un processo litografico.

### Deposizione resist
Il wafer viene ricoperto tramite rivestimento per rotazione con una sostanza chimica fotosensibile detta photoresist. Altre tecniche di deposizione meno usate sono lo spray-coating o il Rivestimento per immersione. 
Nella scelta del resist è importante decidere se si vuole utilizzarne uno di tipo positivo o negativo. Uno dei più famosi è il PMMA.

### Esposizione
Ci sono principalmente due tecniche per esporre il resist: l'uso di un fascio di elettroni (litografia a fascio elettronico o EBL) o l'uso di fotoni. Il grande vantaggio della prima tecnica consiste nella quasi assenza di diffrazione, mentre il grande vantaggio della seconda è la sua velocità (quasi istantanea). Non a caso l'EBL è usata principalmente nei laboratori di ricerca, mentre la seconda è impiegata nella produzione di massa.
Nel caso della EBL il wafer coperto dal resist viene inserito all'interno di un microscopio elettronico che attraverso il fascio di elettroni come una penna disegna (distrugge i legami chimici del polimero).
Nel caso del utilizzo di fotoni il photoresist viene esposto mediante delle macchine opportune, dette mask-aligner o stepper, che allineano delle maschere (in genere di quarzo), focalizzano la radiazione ed espongono il photoresist ad una radiazione ultravioletta di lunghezza d'onda opportuna, in genere viene usata una lampada al mercurio.

### Rimozione resist
Ci sono due principali metodi di rimozione del resist: "wet etching" e "dry etching"; il primo utilizza un bagno chimico, va quindi scelto un reagente adatto al tipo di materiale che si vuole rimuovere, mentre nel secondo il resist viene rimosso fisicamente da un bombardamento ionico, posizionando il dispositivo all'interno di un plasma. Ci sono poi metodi misti in cui gli ioni che collidono si legano chimicamente al resist, portandolo via grazie ad una Pompa a vuoto.
| Wet Etching                                                     | Dry Etching                                   |
| --------------------------------------------------------------- | --------------------------------------------- |
| molto selettivo                                                 | facile da iniziare e fermare                  |
| non danneggia il substrato                                      | poco sensibile alle variazioni di temperatura |
| economico                                                       | facile ripetibilità                           |
| lento                                                           | veloce                                        |
| i reagenti sono potenzialmente tossici o dannosi per l'ambiente | può essere isotropo o anisotropo              |
| isotropo (a meno di casi particolari)                           | costoso                                       |